# Рудольф Трьогер
Рудольф Трьогер (нім. Rudolf Tröger; нар. 23 квітня 1905, Лейпциг, Німецька імперія — пом. 18 червня 1940, Франція, лінія Мажино) — німецький юрист, оберштурмбанфюрер СС, командир айнзатцгрупи 16, начальник гестапо в Данцигу та інспектор поліції безпеки і СД у райхсгау Данциг — Західна Пруссія.

## Життєпис

### Ранні роки
Народився 23 квітня 1905 року в Лейпцигу. Вивчав юриспруденцію в університеті Лейпцига і 1930 року став доктором права, захистивши дисертацію на тему «Організація праці та світове трудове право».
1 травня 1933 року вступив до НСДАП (квиток № 2434089), прийнятий до лав СС (№ 261192), а потім став членом СД. З 1933 року Трьогер очолював поліцейський департамент у Лейпцигу. У серпні 1937 року був переведений у відділення гестапо в Берліні, а в листопаді 1937 року — у відділення гестапо в Хемніці. 
У квітні 1938 року гестапо відрядило Трьогера до Данцига, де він обійняв посаду керівника кримінальної поліції Вільного міста Данцига (де-факто місцевої філії гестапо). Трьогер відіграв ключову роль у підготовці до ліквідації представників так званої «польської керівної верстви» з території Данцига та північної частини Померанії в рамках плану знищення польського населення під кодовою назвою операція «Танненберг».
Підпорядковано Трьогеру гестапо Данцига склало списки осіб, більш відомі як «Книга спеціального обвинувачення — Польща». Зазначені в списках особи підлягали арешту одразу після початку вторгнення до Польщі, до них увійшли імена багатьох поляків, євреїв та деяких німців (переважно членів заборонених опозиційних партій). Стан попередньої підготовки до ліквідації «ворожих елементів» у Данцигу обговорювався на спеціальній нараді, скликаній Трьогером і проведеній у червні 1939 року в штаб-квартирі гестапо Данцига.

### Друга світова війна
12 вересня 1939 року очолив айнзатцгрупу 16 — спеціальну оперативну групу поліції безпеки і СД, що діяла на окупованих територіях Данцига і Східного Помор'я. Німецький історик Дітер Шенк писав, що «айнзатцгрупа 16 у Гданську була просто розстрільним взводом, чиє завдання полягало тільки в тому, щоб реалізувати вимоги шефа поліції безпеки і СД Гейдріха збільшити кількість страт».
На початку жовтня 1939 року Трьогер організував у Данцигу нараду командного штабу айнзатцгрупи, під час якої передав наказ Гіммлера «зачистити польську інтелігенцію». Незабаром після цього в Помор'ї почалися масові страти, зокрема масове вбивство під П'яшницею, внаслідок якого було вбито від 10 до 12 тисяч польських священиків, учителів, лікарів і журналістів. Підрозділ Трьогера зазвичай виконував координаційну роль у цих процесах. Члени айнзатцгрупи 16 створювали спеціальні комісії, які вирішували, яких ув'язнених звільнити або відправити до генерал-губернаторства, концтаборів або вбити на місці. Згідно зі свідченнями свідків, Трьогер особисто підписував листи з іменами поляків, засуджених до страти. Німецька сторона оцінила кількість жертв айнзатцгрупи в 20 000 осіб.
З листопада 1939 по січень 1940 року обіймав посаду інспектора поліції безпеки і СД у Данцигу. Брав участь у плануванні та проведенні масових виселень поляків із новоствореного гау Данциг — Західна Пруссія. Особливу увагу було приділено вигнанню з Померанії сімей поляків, убитих під час «політичного очищення території».
На початку 1940 року записався добровольцем у вермахт і отримав звання лейтенанта резерву. Брав участь у Французькій кампанії, а 18 червня 1940 року був убитий у бою з французькими солдатами, намагаючись перейти лінію Мажино.